# Pedro Capote Lorenzo
Pedro Capote Lorenzo (El Paso, 4 de mayo de 1899 - Madrid, 2 de mayo de 1971), empresario e industrial tabaquero. 

## Biografía
Hijo de Pedro Capote Gutiérrez, alcalde de El Paso, y de Juana Lorenzo de Vergara.
Inició sus primeros estudios en su ciudad natal. Con posterioridad, se trasladó a Madrid donde estudió la carrera de Administrador de Correos (1922), con la que consiguió su primer empleo. El siguiente año es trasladado de la Central de Cibeles, en la capital española, y a continuación a la oficina de Correos de Los Llanos de Aridane (Santa Cruz de Tenerife). Ese mismo año, 1923, se inició en la industria del tabaco con una pequeña empresa de cigarros puros, elaborados a mano.   
La nueva empresa creada, Tabacos Capote, conocerá en pocos años un desarrollo ejemplar en una isla sin tradición industrial. Así, en los años veinte importó una de las primeras máquinas de liar cigarrillos de Canarias. En las décadas de los años 40 y 50 su producción artesanal diaria llegó a la cifra de 30.000 cigarros puros, con dos nuevas sedes en Santa Cruz de La Palma y en Los Llanos de Aridane. Otro de los aspectos destacados de Pedro Capote fue su colaboración económica con la cultura de El Paso.
En 1934 casó en Carmona, Sevilla, con Carmen Cámara Sanjuan de la que tuvo descendencia. A su muerte, acaecida en Madrid en 1971, sus herederos constituyeron una sociedad anónima de la empresa familiar, pasando posteriormente a integrase en la multinacional R. J. Reynolds Tobacco Company.
Tabacos Capote ha sido una de las principales industrias propias que ha tenido la isla de La Palma, en la primera mitad del siglo XX. Su impacto económico y social ha sido muy destacada, tanto para El Paso como para el resto de la isla. Su política social, con los más de doscientos empleados propios (Monte Pío), aventajó en mucho las disposiciones del Estado, en esa materia.

## Reconocimientos y condecoraciones
1929: Sevilla, Exposición Iberoamericana. Medalla de Oro.
1930: Madrid. Cruz de Caballero de la Orden del Mérito Civil.